# Stämpeldyna

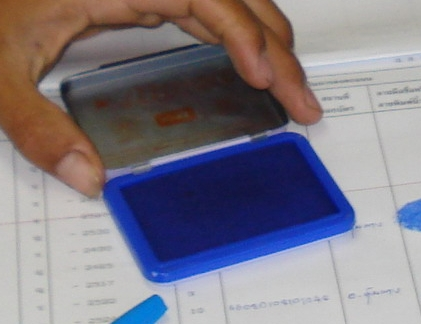
Stämpeldyna som används för infärgning av fingeravtryck i en thailändsk röstlängd.

En stämpeldyna är en färgindränkt dyna avsedd att användas tillsammans med en handstämpel. När stämpeln trycks mot dynan färgas stämpeln in. En stämpeldyna innehåller vanligen färg för ett stort antal infärgningar. När färgen sinar kan dynan färgas in igen med påfyllningsfärg. Stämpeldynor förekommer vanligen i askar med lock och ska förvaras med tillslutet lock för att inte torka ut. Färgen i stämpeldynan är vanligen lila, svart, röd eller blå.
Stämpeldynor tillhörde tidigare de vanligaste kontorsföremålen, men har blivit ovanligare när de självinfärgande stämplarna blev allmänt förekommande.